# San Antonio Los Ranchos
San Antonio Los Ranchos es un distrito del municipio de Chalatenango Sur en el departamento de Chalatenango, El Salvador. Según el censo oficial en 2024 tenía una población de 1 009 habitantes.
| Censo | Población | Cambio | Porcentaje |
| ----- | --------- | ------ | ---------- |
| 2007  | 1 619     | N/D    | N/D        |
| 2024  | 1 009     | -610   | -37.7%     |

## Historia
Según informe del corregidor e intendente Antonio Gutiérrez y Ulloa, en 1807 existía una Aldea corta de ladinos denominada Ranchos o Los Ranchos donde varias familias cultivaban añil. Obtuvo el título de pueblo en 1815. Para 1890, según Guillermo Dawson, tenía el nombre de San Antonio de los Reyes y unos 745 habitantes.

## Información general
El distrito cubre un área de 11,21 km² y la cabecera tiene una altitud de 500 m s. n. m. Las fiestas patronales se celebran en el mes de enero en honor a San Antonio de Padua. Otras celebraciones incluyen la firma de acuerdos de paz el 16 de enero, al igual que sus fiestas de repoblación en agosto. También el festival de maíz entre noviembre y diciembre.

## Política
El actual alcalde del municipio de Chalatenango Sur, donde se encuentra este distrito, es Milton Serrano, bajo la bandera del partido PCN tras haber ganado las elecciones del 2024.

### Resultados municipales
|  | 85.75 % |

|  | 10.31 % |

|  | 97.33 % |

|  | 2.67 % |

|  | 94.88 % |

|  | 5.12 % |

|  | 95.81 % |

|  | 2.90 % |

|  | 96.38 % |

|  | 3.62 % |

|  | 91.54 % |

|  | 7.81 % |

|  | 76.37 % |

|  | 22.40 % |

|  | 47.52 % |

|  | 46.68 % |

|  | 54.29 % |

|  | 45.58 % |

|  | 46.09 % |

|  | 44.57 % |

|  | 44.48 % |

|  | 40.98 % |